# Tchnienie Mocy
TchNieNie Mocy – pierwszy oficjalny album The Syntetic wydany 1 kwietnia 2009 roku.

## Lista utworów
1. "Intro" - 2:19
2. "Słodka Bejbi" - 3:56
3. "Easy Rider" - 4:03
4. "Żużlowy Pył" - 3:58
5. "Pan Toranaga" - 4:24
6. "James Brown" - 4:08
7. "El Garcia" - 3:21
8. "Szalony Bach" - 4:23
9. "Rosyjski Poeta" - 3:50
10. "Francuski Kucharz" - 4:03
11. "Gorąca Kulturystka" - 3:29
12. "Niewidzialny Skrzypek" - 3:49
13. "Wielki Karlito" - 5:44
14. "Outro" - 1:10

## Twórcy
- Miszcz Pavarotti - wokal, tekst, projekt okładki
- 5cet - muzyka, produkcja
- Kazik Staszewski - wokal w "James Brown", "Wielki Karlito", saksofon w "Słodka Bejbi"
- Doktor Yry - wokal w "James Brown"
- Mathey - gitara w "James Brown" i "Słodka Bejbi"
- Marcin Cichy (PLUG AUDIO Mastering Studio) - mastering
- Kopa - projekt okładki